# Sandra Praxmarer-Carus
Sandra Praxmarer-Carus ist eine deutsche Ökonomin.

## Leben
Von 1991 bis 1997 studierte sie Betriebswirtschaftslehre (Vertiefungen: Finanz- und Bankwirtschaft, Marketing, Mathematische Verfahren der WiSo) an der Universität Augsburg. Von 1997 bis 2001 war sie wissenschaftliche Mitarbeiterin am Lehrstuhl für Marketing in Augsburg. Nach der Promotion (Dr. rer. pol.) 2001, Themenbereich: Effekte der physischen Attraktivität auf die Überzeugungskraft von Kommunikatoren, Universität Augsburg, war sie von 2001 bis 2005 Referentin Industriebeteiligungen der Allianz SE. Von 2002 bis 2003 arbeitete sie am Projekt zur Bewertung alternativer Vertriebswege für Versicherungsprodukte auf europäischen Märkten, Allianz SE. Von 2005 bis 2007 hatte sie ein Habilitationsstipendium aus dem Hochschul- und Wissenschaftsprogramm, Themenbereich: Aufbau von Vertrauen in interkulturellen Geschäftsbeziehungen. Von 2007 bis 2009 war sie Lecturer in Marketing, University of Wollongong. Nach der Habilitation 2008 im Fach Betriebswirtschaftslehre, Universität Augsburg, lehrte sie von 2010 bis 2011 als Inhaberin der Juniorprofessur für Betriebswirtschaftslehre, insbesondere Marketing Intelligence an der Otto-Friedrich-Universität Bamberg. Seit 2011 ist sie Inhaberin der Professur für Betriebswirtschaftslehre, insbesondere Marketing an der Universität der Bundeswehr München.

## Schriften (Auswahl)
- Effekte der Kommunikatoreigenschaften Attraktivität und Dynamik in der persuasiven Kommunikation. Eine empirische Studie zur Werbewirkungsforschung. Aachen 2001, ISBN 3-8265-8655-7.